# Expansión romana en Italia

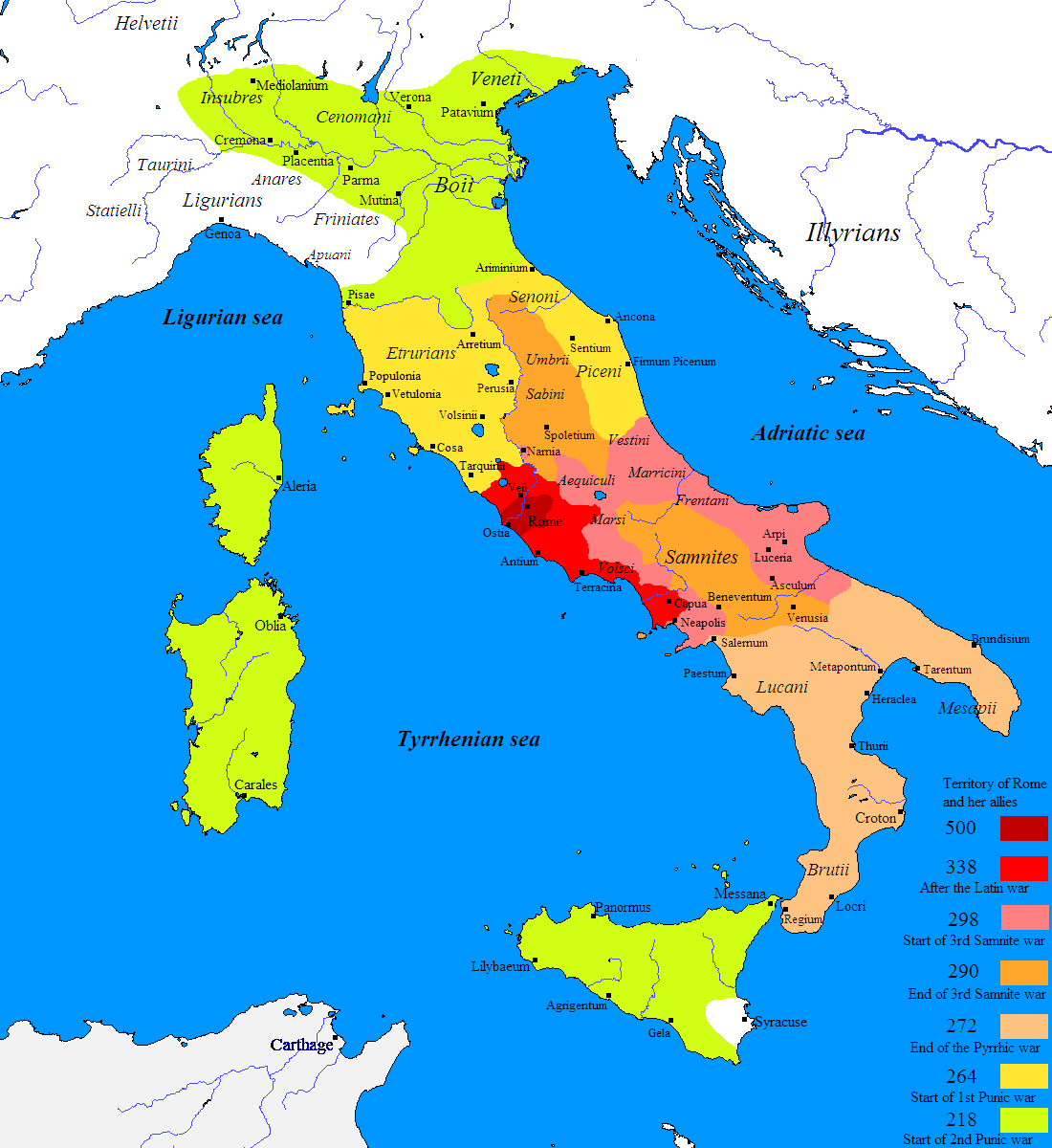
Expansión romana hasta 264 a.C. Sicilia, Córcega, Cerdeña y Galia Cisalpina fueron añadidos más tarde, pero no se consideraban partes de Italia en la época de su conquista.

La expansión romana en Italia se refiere a una serie de conflictos con los que Roma, en su primera etapa republicana  —entre el 509 a. C. y el 264 a. C.— pasó de ser una pequeña ciudad-Estado latina a gobernar toda la península itálica, sometiendo y federando a los demás pueblos itálicos y unificando todos sus territorios peninsulares bajo el nombre de  Italia, la cual, a partir de este momento, se volvió el territorio metropolitano de la misma Roma.
La tradición romana atribuye a los reyes romanos la primera guerra contra los sabinos y las primeras conquistas alrededor de las colinas Albanas y a lo largo de la costa del Latium. El nacimiento de la República romana, tras la deposición de los monarcas etruscos en 509 a. C., inició una serie de guerras entre los romanos y los etruscos. En 390 a. C., los celtas del norte de Italia saquearon Roma. En la segunda parte del siglo IV a. C. Roma chocó repetidamente con los samnitas, una poderosa coalición tribal de la región centro-meridional de los Apeninos. 
Para el fin de estas guerras, Roma se había vuelto el Estado más poderoso en el centro de Italia, y empezó a expandirse tanto por el norte como por el sur de la península. La última amenaza a la hegemonía romana en Italia ocurrió durante las guerras pírricas, cuando la ciudad italiota de Tarento reclutó a Pirro de Epiro para luchar en el sur de Italia (en la entonces Magna Grecia). La resistencia en Etruria fue derrotada por fin en 264 a. C., el mismo año que la primera guerra púnica estalló llevando las fuerzas romanas fuera de la península itálica por primera vez y permitiendo que, tras el fin de la guerra, el Estado romano conquistara los territorios de las que se volvieron las primeras provincias romanas, es decir, los primeros territorios romanos situados fuera de Italia.
En un principio, los territorios itálicos fueron incorporados en el creciente Estado romano en varias maneras: confiscaciones de tierra, establecimiento de coloniae, concesiones de ciudadanía romana completa o parcial y alianzas militares con ciudades itálicas nominalmente independientes. La conquista exitosa de Italia dio a Roma el acceso a una reserva de personal militar inigualable por Estados coetáneos, personal reclutado tanto en los municipios itálicos gozantes de ciudadanía romana y en las colonias romanas esparcidas por toda Italia (y cuyos habitantes, siendo ciudadanos romanos, integraban las legiones), como en las colonias de derecho latino  y en todas las demás ciudades itálicas habitadas por los socii, es decir, por los aliados itálicos (los cuales integraban las alae sociorum y que, tras la guerra Social, recibieron todos la plena ciudadanía romana a través de la Lex Plautia Papiria, haciendo así de Italia el único territorio romano políticamente homogéneo, hasta el  año 212 d. C., cuando la Constitutio Antoniniana del emperador Caracalla otorgó la ciudadanía romana a todos los provinciales), preparando así el camino para la dominación romana de todo del mundo mediterráneo.

### Fiabilidad de las fuentes
Livio y Dionisio nacieron 200 años después de la realización de la conquista romana de Italia, y tuvieron que contar con historiadores más tempranos, ahora perdidos, como fuentes. La República romana de su época era muy distinta a la que conquistó Italia. En la antigüedad la historia primariamente era un género literario donde se podía sacrificar la exactitud histórica a cambio de cuentas más entretenidas o impresivas. Mientras que los historiadores modernos están de acuerdo en que las fuentes contienen un núcleo de información histórica, también es claro que mucho de los contenidos adolecen de malas interpretaciones o incluso invenciones de los escritores antiguos. Tanto, y cuales partes, data a los registros auténticos permanece en disputa.
Otro problema es que, sino a la Guerra pírrica, están escritas todas las fuentes desde un punto de vista romano. Por eso no hay mucho conocimiento de las motivaciones y la política interna de los enemigos de Roma.

## Guerras romanas tempranas
Según fuentes tradicionales, primero siete reyes reinaron sobre Roma: Rómulo, Numa Pompilio, Tulo Hostilio, Anco Marcio, Lucio Tarquinio Prisco, Servio Tulio y Lucio Tarquinio el Soberbio, todos de los que, excepto Numa, se dicen haber luchado guerras exitosas contra los vecinos de Roma. Sin embargo, la historicidad de estos relatos es muy dudosa. Sin embargo, es cierto que en algún momento del período regio, Roma extendió su territorio a las colinas Albanas y a lo largo de la costa del Latium. Estas expansiones hicieron de Roma la mayor ciudad-Estado con diferencia en el Latium. El territorio romano, hacia 500 a. C., se estima en 822 kilómetros, más de dos veces la segunda ciudad latina mayor, Tibur.
El último rey de Roma, Tarquinio el Soberbio, se describe como un rey poderoso pero tiránico. Se dice haber tomado Pomecia mediante la fuerza y Gabii mediante el engaño, colonizado Signia y Circeii, y organizado los Estados latinos en una alianza bajo su dirección. Sin embargo, una conspiración guiada por dos de sus parientes, Lucio Junio Bruto y Lucio Tarquinio Colatino, lo depuso. Estos hombres fundaron la República romana, sirviendo como los dos primeros cónsules; tradicionalmente se data la deposición a 509 a. C. Se dice que Tarquinio se refugió con el rey Lars Porsena en Clusium, quien marchó contra Roma para reinstaurar al rey. Tras varios actos heroicos por defensores de Roma, Lars Porsena renunció y en su lugar atacó Aricia, pero una alianza de ciudades latinas y la colonia griega de Cumas lo derrotaron. Historiadores modernos han tenidos dificultades aceptando este relato, y en su lugar han propuesto que en realidad Lars Porsena capturó Roma y depuso a Tarquinio, y lo reemplazó con dos aristócratas principales. Con el liderazgo de la ciudad dividido, Roma habría sido más fácil de controlar para Lars Porsena.
Con la partida de Lars Porsena, la guerra estalló entre Roma y otros Estados latinos, causando la Batalla del Lago Regilo en 499 o en 496 a. C. En 493 a. C. se logró una tregua, el Foedus Cassianum, estableciendo una alianza militar mutua entre las ciudades latinas, con Roma dirigiéndola. Un segundo pueblo, los cárnicos, se unieron con la alianza más tarde. Aunque el funcionamiento de la Liga latina permanece incierto, su propósito parece claro. Durante el siglo V, los latinos fueron amenazados por la invasión de los ecuos y los volscos, como parte del fenómeno de la migración de lo pueblos sabélios desde los Apeninos hacia los llanos del Latium. Varias comunidades latinas fueron invadidas, y las fuentes antiguas hablan de luchas contra los ecuos y los volscos casi cada año durante la primera parte del siglo V a. C. Esta guerra anuaria habría sido dominada mediante redadas y contrarrestadas en lugar de las batallas organizadas descritas por las fuentes antiguas.

## Los inicios de la Expansión romana

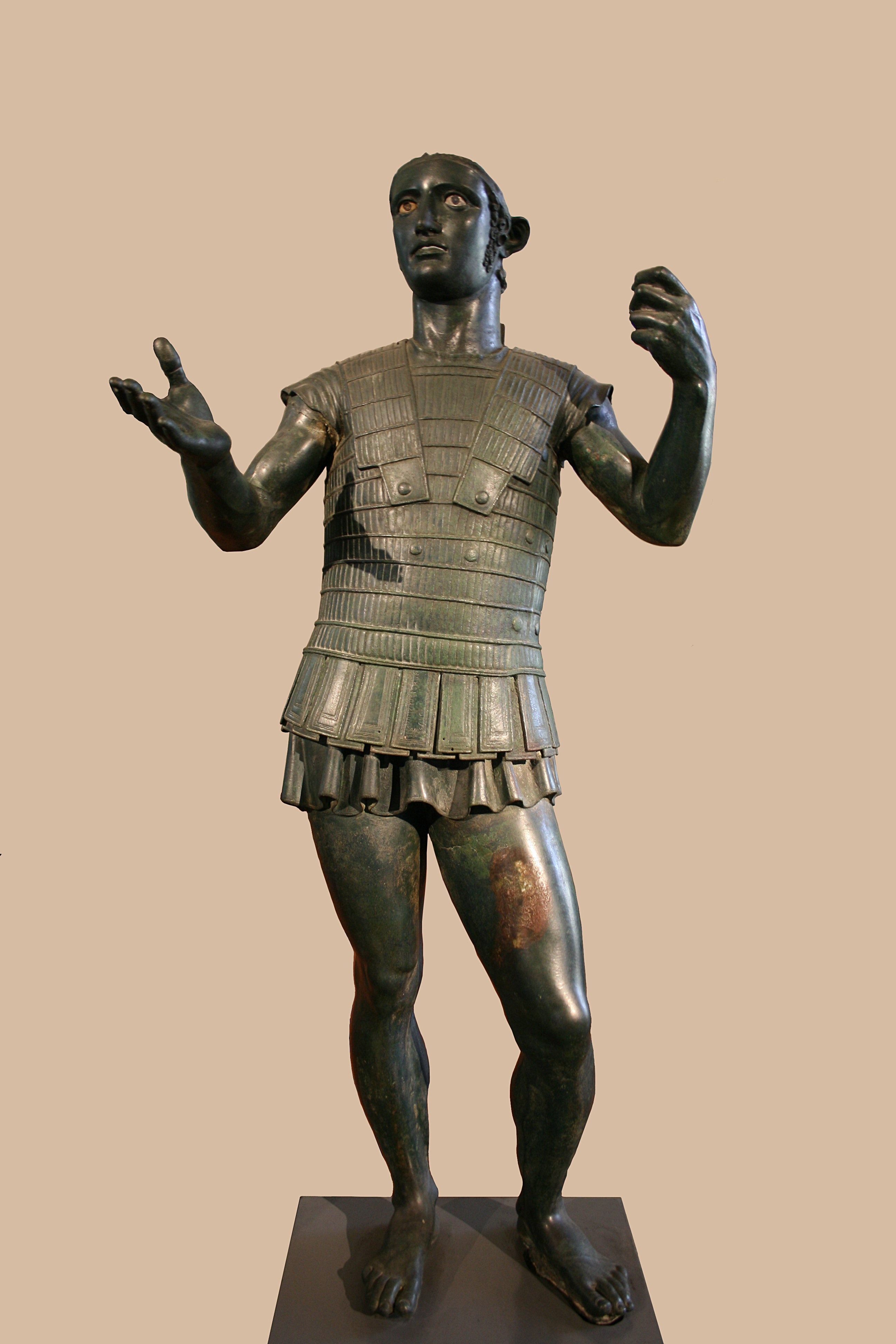
El Marte de Todi, una escultura de bronce etrusca en tamaño real de un soldado haciendo una ofrenda votiva, siglo V a. C.

Durante la segunda parte del siglo V a. C., los romanos y los latinos parecen haber puesto coto a las migraciones. Las fuentes anotan la fundación de varias colonias romanas durante esta época, mientras que había menos menciones de guerras contra los ecuos y volscos. En la misma época Roma terminó su rivalidad antigua con la ciudad-Estado etrusca de Veyes. En 426 a. C., Roma capturó Fidenas, un punto de apoyo de Veyes en la orilla sur del Tíber y, en 396 a. C., Veyes cayó bajo control romano, supuestamente después de un asedio de diez años. Roma anexó el territorio de Veyes e hizo a sus habitantes ciudadanos romanos, aumentando el poder y territorio romano.
En 390 a. C. un grupo gálico derrotó al ejército romano en la Batalla del Alia y saqueó Roma. A pesar del énfasis de fuentes antiguas sobre la gravedad de la destrucción, tal parece fue sólo un revés menor para Roma. Los registros para la primera parte del siglo IV a. C. son confundidos, pero Roma parece haber emprendido una política deliberada de agresión contra los volscos. Miedo del expansionismo romano instó las ciudades latinas a aliarse con los volscos en un revés completo de la situación del siglo V a. C.
Durante la misma época Roma también luchó guerras contra sus vecinos en Etruria del sur, los ciudades-Estado de Caere, Tarquinia y Falerii, y repelió las incursiones gálicas.

## Las guerras samnitas

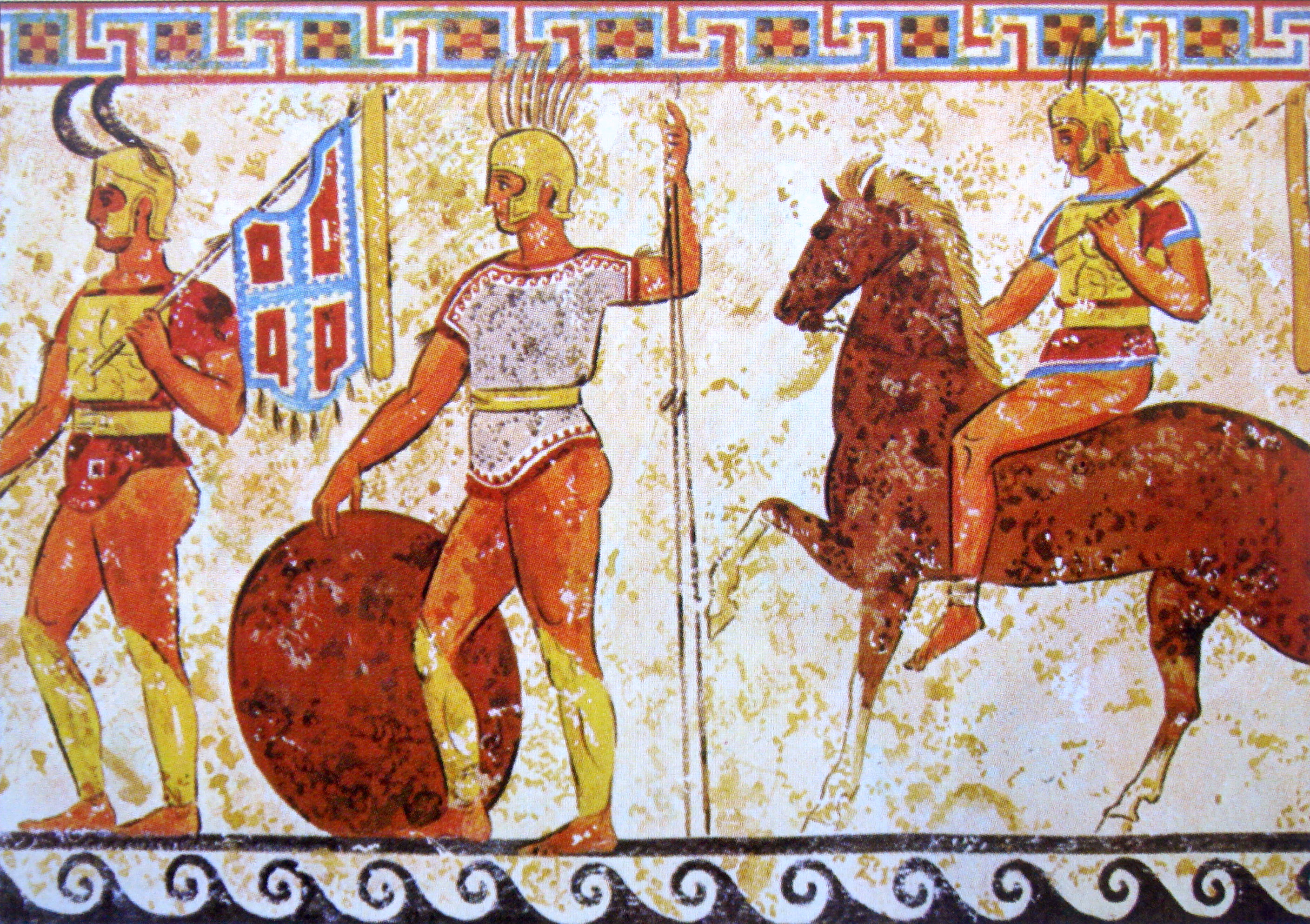
Infantería y caballería samnita, en un fresco de una tumba en Nola, siglo IV a. C.

En los años de 343 - 290 a. C., Roma luchó una serie de conflictos entre los romanos y los samnitas, una coalición poderosa del pueblo osco-hablante. Roma y los samnitas habían logrado una tregua de alianza en 354 a. C., pero esferas de influencia incompatibles los instaron a la guerra.
El resultado principal de la primera guerra samnita ( 343 - 341 a. C.), fue la expansión de influencia romana en Campania y una alianza con la ciudad-Estado de Capua. Después de esta guerra vino la Guerra latina (340 - 338 a. C.), en la que los latinos y los volscos intentaron librarse del dominio romano. Otra vez Roma obtuvo una victoria. En la tregua, Roma anexó algunos Estados y otros permanecieron autónomos, pero la Liga Latina fue disuelta. En su lugar, los Estados latinos sobrevivientes se aliaron con Roma mediante treguas bilaterales separadas. Los campanos, quienes se habían aliado con los latinos, fueron organizados como civitas sine suffragio —ciudadanos sin el voto— lo que les dio todos los derechos y deberes de un ciudadano romano, incluyendo el servicio militar, pero no el derecho de votar en asambleas romanas. Esta tregua de paz sería un modelo para la manera en la que los romanos se tratarían con Estados derrotados dentro de Italia. 
Roma pasó los siguientes años consolidando sus conquistas. En 328 a. C., la guerra estalló entre Roma y Neapolis, originalmente una ciudad-estado griega que para entonces tenía una población osca significante. Esta guerra terminó cuando una facción pro-romana entre los napolitanos tomó el control de la ciudad y firmó una tregua favorable. Neapolis sería un aliado fiel a Roma hasta el fin de la República.
La alianza romana con Neapolis y la colonización de Fregellae parecen haber instado el inicio de la segunda guerra samnita en 326 a. C. En 321 a. C. Roma sufrió una gran derrota cuando un ejército Romano se rindió en las Horcas Caudinas y aceptó una tregua con los samnitas. Según fuentes tradicionales, el pueblo romano inmediatamente rechazó la tregua (firmada por los cónsules derrotados en el campo), y en los dos años siguientes reversó el desastre mediante una serie de victorias y entonces una tregua de dos años entre 318 - 317 a. C. Historiadores modernos dudan esto, creyendo que las victorias de 320 y 319 a. C. fueron invenciones de los romanos posteriores, y que los samnitas eran en paz desde 320 hasta 317 a. C.
El conflicto inició otra vez en 316 a. C. Tras otro revés en la Batalla de Lautulae, los romanos gradualmente ganaron la ventaja. Después de la toma de Bovianum, una de las ciudades principales de los samnitas, los samnitas pidieron la paz en 304 a. C.
Hacia el fin de la segunda guerra samnita, la superioridad militar romana era bastante grande que Roma podía iniciar campañas en Etruria y Umbría a la vez en 311-309 a. C. En 304 a. C. Roma también logró victorias decisivas contra los hernicos y ecuos y en los años siguientes se firmaron treguas con las tribus de los Pelignos, Marrucinos, Frentanos y Vestinos, extendiendo el alcance romano al mar Adriático.
La tercera guerra samnita estalló en 298 a. C., aparentemente después de que los samnitas hubieran intentado aliarse con los lucanos. Cuando esto falló, el comandante samnita Gelio Egnacio dirigió a su ejército al norte a formar una coalición con los etruscos, umbrios y gálicos. Resultó que 295 a. C. fue el momento decisivo de la guerra. Los romanos separaron a los grupos etruscos y umbrios mediante la invasión de sus patrias, y entonces derrotaron el ejército samnita-gálico en la batalla de Sentino. Tras sufrir una serie de derrotas e invasiones, los samnitas fueron obligados a aceptar una alianza en los términos de los romanos en 290 a. C.

## Hegemonía romana

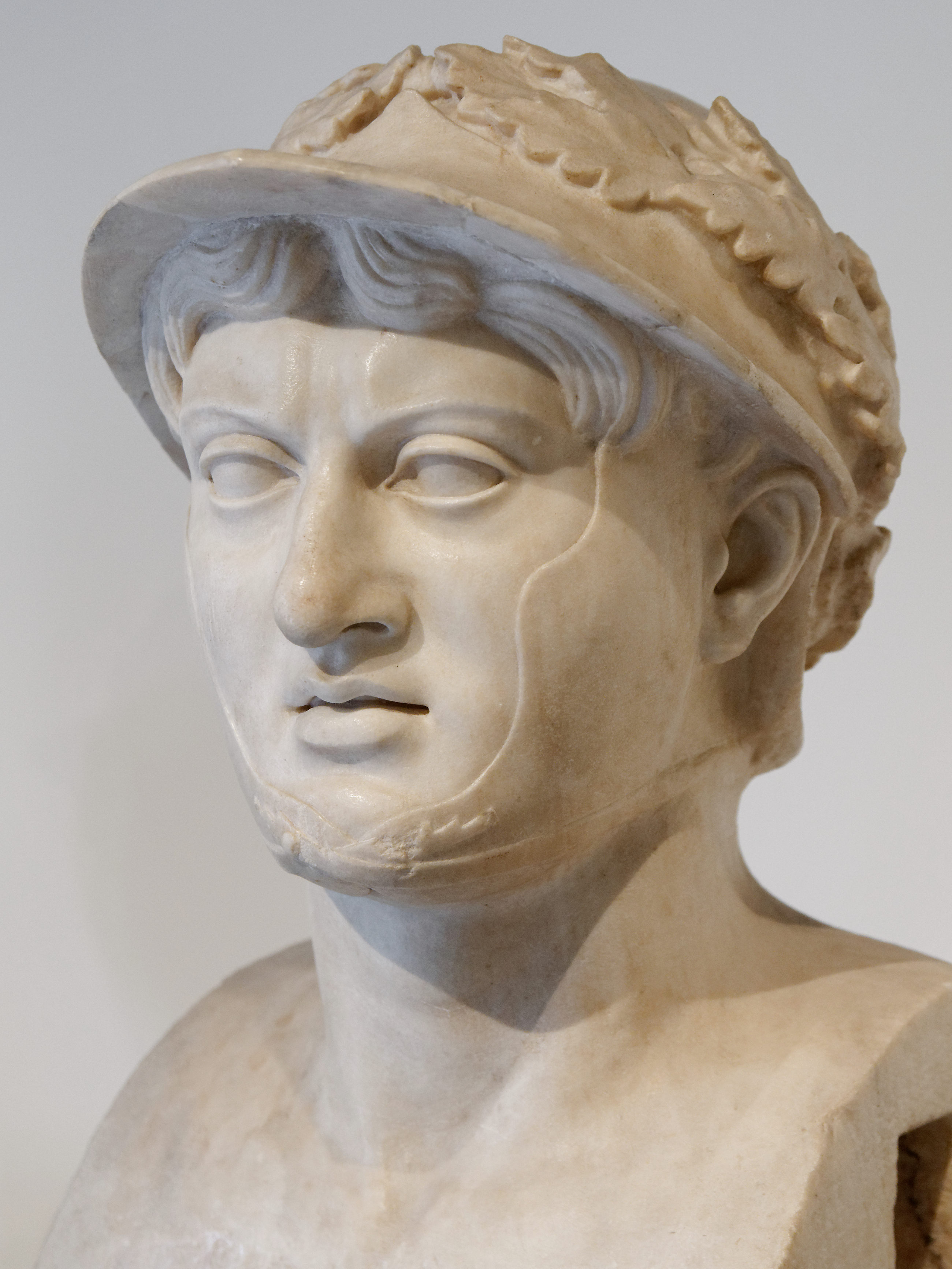
Busto de Pirro de Epiro en el Museo Arqueológico Nacional de Nápoles

La pérdida de los libros XI - XV de Livio significa que hay mucha menos información para los años 292-264 a. C. que las décadas previas. Es claro, sin embargo, que la expansión romana continuó rápidamente, creciendo del Estado dominante del Centro de Italia al hegemón de toda la península. En 290 a. C. el cónsul romano Manio Curio Dentato conquistó a los sabinos, quienes se convirtieron en ciudadanos sin el voto. Durante 284-280 a. C., los romanos lucharon una guerra contra los etruscos y gálicos en Italia del norte. Tras ser derrotado en la batalla de Arretium, Roma ganó una victoria decisiva contra los gálicos en la batalla del Lago Vadimón, llevando a la anexión romana del Ager Gallicus.
Al mismo tiempo, la influencia romana en el sur crecía. En 285 o 284 a. C. la ciudad griega de Turios acudió a Roma a ayudarlo contra los lucanios y brucios. En 284 a. C., tras derrotar a lucanios y brucios en batalla, Roma instaló una guarnición en Turios, apoyada por una flota pequeña romana. Esto provocó la ciudad de Tarentum, quien se consideraba la ciudad griega dominante de Magna Grecia. La ciudad hundió la flota romana y capturó Turios, pero, al haber atraído la ira de Roma, se dio cuenta de que necesitaba aliados para enfrentarse a Roma. Eligió a Pirro, rey de Epiro y general famoso. Pirro cruzó el mar a Italia con su ejército en 280 a. C., y ese año derrotó a los romanos en la batalla de Heraclea y otra vez el año siguiente en la Batalla de Ásculo (279 a. C.). Estas victorias, sin embargo, resultaron estratégicamente no decisivas cuando no convencieron a Roma a aceptar la paz en los términos de Pirro. Sin fin probable, Pirro en 278 a. C. partió hacia Sicilia para ayudar a las ciudades griegas contra Cartago. Volvió a Italia en 275 a. C., pero esta vez los romanos lo derrotaron en la Batalla de Benevento (275 a. C.). Pirro entonces salió de Italia y volvió a Grecia, y tras su muerte en 272 a. C., la guarnición epirota en Tarento rindió la ciudad a los romanos, terminando la guerra pírrica. Aunque los detalles sobre las campañas son escasas, debía haber luchas extensivas entre los romanos y los samnitas, lucanios y brucios, porque hay victorias romanas contra todos estos pueblos anotadas en cada año entre 282 y 272 a. C.
En los años después de la guerra pírrica, Roma terminó la conquista de Italia por subyugar a los umbrios y picenos en el norte y a los mesapios y salentinos en el sureste. En 264 a. C. el cónsul Marco Fulvio Flaco sofocó una rebelión en la ciudad etrusca de Volsinii y reinstaló a las viejas familias gobernantes. Ese mismo año su colega Apio Claudio Cáudex dirigió a un ejército romano en Sicilia, iniciando la primera guerra púnica y una nueva etapa en la historia de la República romana.